# Charette (Isèra)
Charette és un municipi francès situat al departament de la Isèra i a la regió d'Alvèrnia-Roine-Alps. L'any 2007 tenia 384 habitants.

## Demografia

### Població
El 2007 la població de fet de Charette era de 384 persones. Hi havia 141 famílies de les quals 29 eren unipersonals (25 homes vivint sols i 4 dones vivint soles), 35 parelles sense fills, 63 parelles amb fills i 14 famílies monoparentals amb fills.
La població ha evolucionat segons el següent gràfic:
Habitants censats

### Habitatges
El 2007 hi havia 171 habitatges, 142 eren l'habitatge principal de la família, 22 eren segones residències i 7 estaven desocupats. 161 eren cases i 10 eren apartaments. Dels 142 habitatges principals, 115 estaven ocupats pels seus propietaris i 26 estaven llogats i ocupats pels llogaters; 4 tenien dues cambres, 14 en tenien tres, 48 en tenien quatre i 76 en tenien cinc o més. 118 habitatges disposaven pel capbaix d'una plaça de pàrquing. A 50 habitatges hi havia un automòbil i a 81 n'hi havia dos o més.

### Piràmide de població
La piràmide de població per edats i sexe el 2009 era:
| Homes | Edats   | Dones |
| ----- | ------- | ----- |
| 0     | 95 o +  | 0     |
| 0     | 90 a 94 | 0     |
| 0     | 85 a 89 | 4     |
| 0     | 80 a 84 | 4     |
| 8     | 75 a 79 | 12    |
| 4     | 70 a 74 | 0     |
| 0     | 65 a 69 | 8     |
| 8     | 60 a 64 | 4     |
| 4     | 55 a 59 | 4     |
| 4     | 50 a 54 | 4     |
| 8     | 45 a 49 | 0     |
| 24    | 40 a 44 | 16    |
| 20    | 35 a 39 | 16    |
| 16    | 30 a 34 | 12    |
| 4     | 25 a 29 | 8     |
| 8     | 20 a 24 | 4     |
| 16    | 15 a 19 | 0     |
| 8     | 10 a 14 | 12    |
| 12    | 5 a 9   | 16    |
| 16    | 0 a 4   | 8     |

## Economia
El 2007 la població en edat de treballar era de 234 persones, 180 eren actives i 54 eren inactives. De les 180 persones actives 168 estaven ocupades (94 homes i 74 dones) i 11 estaven aturades (5 homes i 6 dones). De les 54 persones inactives 19 estaven jubilades, 16 estaven estudiant i 19 estaven classificades com a «altres inactius».

### Ingressos
El 2009 a Charette hi havia 156 unitats fiscals que integraven 423 persones, la mediana anual d'ingressos fiscals per persona era de 16.882 €.

### Activitats econòmiques
Dels 16 establiments que hi havia el 2007, 6 eren d'empreses de construcció, 1 d'una empresa de comerç i reparació d'automòbils, 1 d'una empresa de transport, 1 d'una empresa d'hostatgeria i restauració, 1 d'una empresa immobiliària, 3 d'empreses de serveis, 2 d'entitats de l'administració pública i 1 d'una empresa classificada com a «altres activitats de serveis».
Dels 6 establiments de servei als particulars que hi havia el 2009, 1 era un paleta, 1 fusteria, 2 lampisteries, 1 electricista i 1 perruqueria.
L'any 2000 a Charette hi havia 8 explotacions agrícoles que ocupaven un total de 650 hectàrees.

## Equipaments sanitaris i escolars
El 2009 hi havia una escola maternal integrada dins d'un grup escolar amb les comunes properes formant una escola dispersa.

## Poblacions més properes
El següent diagrama mostra les poblacions més properes.